# Tracy Packiam Alloway
Tracy Packiam Alloway é uma psicóloga cognitivista britânica, conhecida por sua pesquisa sobre memória de trabalho. Ela é professora de psicologia na Universidade da Flórida do Norte, onde também é diretora do programa de pós-graduação em psicologia. Ela desenvolveu o primeiro teste de memória de trabalho do mundo, projetado para uso por educadores. Ela é autora de livros infantis que destacam os superpoderes das crianças com dificuldades de aprendizagem. Anteriormente, foi diretora do Center for Memory and Learning in the Lifespan(Centro para Memória e Aprendizagem durante a Vida) da Universidade de Stirling, no Reino Unido.
Seu novo livro, Think Like a Girl (Pense como uma garota, não publicado no Brasil), explora a maneira como o cérebro funciona sob estresse, na tomada de decisões, na liderança, na saúde mental e muito mais. Ela foi convidada para uma  no Doctors Talk Show